# 땀

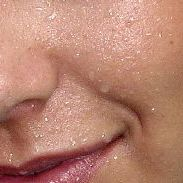
얼굴에 땀이 맺혀 흐르는 모습.

땀(영어: perspiration 또는 sweat)은 정온 동물의 피부에 있는 땀샘에서 분비되는 배설물 중 하나로, 상온에서 액체 상태이다. 또한 땀은 몸이 기온이 높은 환경에서의 노동으로 더워져서 올라간 체온을 식히기 위해서 분비되지만, 공포등에 의해 반사 작용으로 분비되기도 한다. 땀을 내는 현상은 발한(發汗)이라고 부른다.
인간의 땀샘에는 에크린 땀샘과 아포크린 땀샘의 두 가지 유형이 있다. 에크린 땀샘은 신체의 많은 부분에 분포되어 있으며 과도한 체온에 의해 유발되는 묽고 기수성 땀을 분비하는 역할을 한다. 아포크린 땀샘은 겨드랑이와 신체의 몇몇 다른 부위에 제한되어 있으며 무취의 기름진 불투명한 분비물을 생성하며 박테리아 분해로 인해 특유의 냄새가 난다.
인간에게 발한은 주로 수분이 풍부한 에크린 땀샘의 분비에 의해 달성되는 체온 조절 수단이다. 성인의 최대 발한 속도는 시간당 최대 2–4리터 또는 하루 10–14리터(10–15g/min·m2)이지만 사춘기 이전의 어린이는 적은 편이다. 피부 표면에서 땀이 증발하면 증발 냉각으로 인해 냉각 효과가 있다. 따라서 더운 날씨나 운동으로 인해 개인의 근육이 뜨거워지면 더 많은 땀이 생성된다. 개와 같이 땀샘이 거의 없는 동물은 입과 인두의 축축한 내막에서 물을 증발시키는 헐떡임으로 비슷한 온도 조절 결과를 얻는다.
발한은 다양한 포유동물에서 발견되지만 상대적으로 적은 수(사람과 말 포함)는 식히기 위해 많은 양의 땀을 흘린다.

## 원인
발한은 비특이적인 증상 또는 징후로 가능한 원인이 많다는 것을 의미한다. 발한의 일부 원인에는 신체 활동, 폐경기, 발열, 독소 또는 자극 물질 섭취, 높은 환경 온도 등이 있다. 강한 감정(분노, 두려움, 불안)과 과거의 트라우마에 대한 회상도 발한을 유발할 수 있다.
또한 호르몬은 우리 몸의 대사 활동을 총괄하는 중요한 물질이다. 이 호르몬이 균형을 잃거나 과도하게 분비되면, 몸은 다양한 형태로 반응을 보이는데, 그중 하나가 바로‘땀 분비의 증가'이다.
- 갱년기 여성: 에스트로겐이 급격히 감소하여 얼굴이나 상체 위주의 갑작스러운 열감(Hot flash)이 빈번히 발생한다. 이때 식은땀이 함께 동반되어 불면증, 기력 저하, 우울감 등이 복합적으로 나타나기도 한다.
- 갑상선 기능 항진증: 갑상선 호르몬이 과다 분비되면 대사가 급격히 활발해지면서 체온이 쉽게 올라간다. 체온을 내리기 위해 피부 표면으로 땀이 배출되는 빈도가 높아진다.
- 부신피질호르몬(코르티솔) 과다: 극심한 스트레스 상황에서 분비가 증가하는 코르티솔이 장기간 높게 유지되면, 교감신경 항진 상태가 지속되어 땀 분비가 늘고 체내 염증 반응도 촉진될 수 있다.[1]

신체에 있는 대부분의 땀샘은 교감신경 콜린성 뉴런에 의해 자극을 받는다. 교감 신경절이후 뉴런은 일반적으로 노르에피네프린을 분비하고 교감 아드레날린성 뉴런이라고 명명한다. 그러나 땀샘을 자극하는 교감 신경절후 뉴런은 아세틸콜린을 분비하므로 교감 콜린성 뉴런이라고 한다. 땀샘, 입모근 및 일부 혈관은 교감신경 콜린성 뉴런에 의해 자극을 받는다.

## 같이 보기
- 다한증
- 피부
- 땀샘
- 데오도란트